# WizBit (BitTorrent)
WizBit là một trình khách BitTorrent chạy trên hệ điều hành Symbian S60. WizBit được phát hành theo giấy phép GPL. WizBit được viết bằng ngôn ngữ lập trình Python chạy trên các thiết bị di động của Nokia.

## Tính năng
Hiện tại WizBit đang ở bản kiểm thử alpha, và chưa có nhiều tính năng hoàn chỉnh. Nó chỉ cho phép người dùng tìm kiếm tệp torrent và kết nối tới máy theo dõi để nhận lấy danh sách máy đồng đẳng đang chia sẻ tệp.

### Tính năng tương lai
Trong thời gian tới, WizBit sẽ là một trình khách hỗ trợ hoàn toàn các tính năng cơ bản của trình khách BitTorrent, có thể tải được các tệp lớn thông qua mạng GPRS, 3G hoặc Wi-Fi.

## Phát triển
- David Hulbert (aka "Dave Hulbert", người Anh, Wimborne) là người phát triển WizBit duy nhất. WizBit được khai sinh từ luận án tốt nghiệp của David Hulbert  tại trường Đại học Exeter.